# リューネ・グラモフォン
リューネ・グラモフォン（Rune Grammofon）は、1998年にリューネ・クリストファーセン（Rune Kristoffersen）によって設立されたノルウェーのレコード・レーベル。ノルウェーのアーティストたちによる愛情を込めて発表された実験的な電子音楽、ジャズ、即興の音楽に対するリューネ・グラモフォンの評判は長年にわたって上がってきており、そのアーティストたちは『The Wire』や『Plan B』などの雑誌で大きく特集されている。
このレーベルは、広く尊敬を集める即興グループのスーパーサイレントや、そのメンバーであるデスプロッドことヘルゲ・ステンや、アルヴェ・ヘンリクセンたちによるソロ作品の拠点となっている。その他の注目すべきリリースには、シャイニング、スザンナ・アンド・ザ・マジカル・オーケストラ、ジョノ・エル・グランデ、スカイフォン、アログ、フォノファニ、フードの作品がある。
2000年、レーベルはECMとの配給契約に署名し、レーベルの視聴者を大幅に増やした。この取引は、2005年初頭に終わりを告げた。
2003年11月、このレーベルは、2枚組コンピレーションCDと、キム・ヨーソイ（Kim Hiorthøy）による高く評価されたデジパック・デザインの数々を収めた本のセットを発表することにより、30回目のリリースを祝した。アップデートされた第2版は、2008年12月にリリースされた。